# 米勒斯堡 (愛荷華州)
米勒斯堡（英語：Millersburg）是一個位於美國愛荷華州愛荷華縣的城市。

## 地理
米勒斯堡的座標為41°34′22″N 92°09′34″W / 41.57278°N 92.15944°W，而該地的平均海拔高度為266米（即873英尺）。

## 人口
根據2010年美國人口普查的數據，米勒斯堡的面積為0.36平方千米，當中陸地面積為0.36平方千米，而水域面積為0.03平方千米。當地共有人口159人，而人口密度為每平方千米441人。